# Havelock Ellis
Henry Havelock Ellis (Croydon, 2 de febrero de 1859 - Hintlesham, Suffolk, 8 de julio de 1939) fue un sexólogo, médico y activista social británico.

## Biografía

### Primeros años
Ellis, hijo de Edward Peppen Ellis y Susannah Mary Wheatley, nació en Croydon, entonces una pequeña ciudad al sur de Londres. Su padre era capitán de barco, su madre hija de un capitán de barco y otros parientes también tenían oficios relacionados con el mar. A los siete años de edad su padre se lo llevó a uno de sus viajes, durante el que recalaron en Sídney, Callao y Amberes. A su regreso, Ellis fue inscrito en un colegio de extraordinaria calidad, el Colegio Francés y Alemán, cerca de Wimbledon, y posteriormente asistió a un colegio en Mitcham.

### Profesor
En abril de 1875 se embarcó en el barco de su padre hacia Australia y, al poco tiempo de su llegada en Sídney, obtuvo trabajo como maestro en un colegio privado. Descubrió que no poseía ningún talento para ello y se hizo tutor de una familia que vivía a pocas millas de Carcoar. Durante el año que ejerció de tutor aprovechó para leer intensamente, hasta que obtuvo un trabajo en un colegio de Grafton. Tras la muerte del director, Ellis ocupó su puesto durante un año, pero era demasiado joven e inexperto como para tener éxito.
A finales de año volvió a Sídney, donde tras tres meses de estudio, se hizo cargo a tiempo parcial de dos escuelas elementales, una en Sparkes Creek y la otra en Junction Creek. Vivió en la casa de la escuela de Sparkes Creek durante un año - el año más productivo de su vida según él mismo reconocería posteriormente: «En Australia mejoré la salud de mi cuerpo; logré la paz de espíritu; el objetivo de mi vida me fue revelado; fui capaz de decidirme por una carrera profesional; me convertí en un creador de literatura... estos cinco puntos determinaron toda mi actividad posterior en el mundo. No creo que hubiera podido lograrlos todos sin la ayuda del ambiente australiano, quizás ninguno de ellos si el destino no me hubiera situado en medio de la soledad del Liverpool Range.»

### Medicina
Volvió a Inglaterra en abril de 1879. Había decidido dedicarse al estudio del sexo y creía que lo podría conseguir mejor desde la perspectiva de la medicina. Estudió medicina en el St. Thomas's Hospital, pero nunca practicó la profesión con carácter formal. Ingresó en la organización The Fellowship of the New Life («La Hermandad de la Vida Nueva») en el año 1883, donde tuvo la ocasión de conocer a otros activistas sociales, como por ejemplo Edward Carpenter y George Bernard Shaw.

### Matrimonio
En noviembre de 1891, con 32 años de edad y todavía virgen, Ellis se casó con la escritora y luchadora por los derechos de las mujeres Edith Lees (ninguna de sus cuatro hermanas se casó). Desde el principio, su matrimonio no fue nada convencional (Edith Lees era abiertamente lesbiana) y al final de su luna de miel, Ellis volvió a vivir en su apartamento de soltero en Paddington, mientras que ella vivía en una comuna. Su «matrimonio abierto» fue el tema central de la autobiografía de Ellis, My Life («Mi vida»).

## Sexualidad
Según cuenta el mismo Ellis en My Life, a sus amigos les divertía el hecho de que fuera considerado un experto en sexo, considerando que padeció de impotencia hasta los 60 años, cuando descubrió que podía tener una erección con la observación de una mujer orinando. Ellis denominó este interés sexual en el acto de orinar undinismo, pero hoy en día recibe el nombre de urolagnia.
Su obra Sexual Inversion («Inversión Sexual»), escrita en colaboración con John Addington Symonds, fue el primer texto médico en inglés sobre la homosexualidad. Describe las relaciones sexuales entre hombres homosexuales y jóvenes, lo que Ellis no consideraba una enfermedad ni algo inmoral o delictivo. La obra afirma que el amor entre personas del mismo sexo trasciende la edad, como lo hace con los tabúes de género, de forma que siete de los veinte ejemplos que pone son de relaciones intergeneracionales. A pesar de que la autoría del término le es atribuida, Ellis escribió en el año 1897, «"Homosexual" es un término bárbaramente híbrido y no soy el responsable». Entre otros conceptos psicológicos que desarrolló, hay que mencionar el «autoerotismo» y el «narcisismo», ambos posteriormente empleados por Sigmund Freud.

## Eugenesia
Ellis fue partidario de la eugenesia. Fue vicepresidente de la Eugenics Education Society y escribió sobre el tema en The Task of Social Hygiene («La función de la higiene social»).

finalmente, resulta evidente que un sistema general, ya sea privado o público, donde quedan debidamente y sistemáticamente registrados todos los hechos personales, biológicos y mentales, normales o patológicos, ocurrirá inevitable si queremos disponer de una guía real para saber qué personas son más o menos adecuadas para el desarrollo de la raza.

## Archivos
El archivo personal de Havelock Ellis se conserva en la Universidad de Birmingham.

## Obra
- El criminal (1890)
- El nuevo espíritu (1890)
- The Nationalisation of Health (1892)
- Man and Woman: A Study of Secondary and Tertiary Sexual Characteristics (1894, revisado en 1929)
- traducción: Germinal (de Émile Zola) (1895, reeditado en 1933)
- Sexual Inversion[1] (1897) (con J.A. Symonds)
- Affirmations (1898)
- La evolución de la modestia, The Phenomena of Sexual Periodicity, Auto-Erotism[3] (1900)
- El siglo diecinueve (1900)
- Analysis of the Sexual Impulse, Love and Pain, The Sexual Impulse in Women[4] (1903)
- A Study of British Genius (1904)
- Sexual Selection in Man[5] (1905)
- Erotic Symbolism, The Mechanism of Detumescence, The Psychic State in Pregnancy[6] (1906)
- El alma de España (1908)
- Sex in Relation to Society[7] (1910)
- The Problem of Race-Regeneration (1911)
- The World of Dreams (1911)
- The Task of Social Hygiene (1912)
- Impressions and Comments[8] (1914-1924; 3 vols.)
- Essays in War-Time[9] (1916)
- The Philosophy of Conflict (1919)
- On Life and Sex: Essays of Love and Virtue (1921)
- Kanga Creek: An Australian Idyll[10] (1922)
- Little Essays of Love and Virtue (1922)
- The Dance of Life[11] (1923)
- Sonnets, with Folk Songs from the Spanish (1925)
- Eonism and Other Supplementary Studies (1928)
- The Art of Life (1929; seleccionado y arreglado por Mrs. S. Herbert)
- More Essays of Love and Virtue (1931)
- ed.: James Hinton: Life in Nature (1931)
- Views and Reviews[12] (1932)
- Psicología del sexo (1933)
- ed.: Imaginary Conversations and Poems: A Selection, de Walter Savage Landor (1933)
- Chapman (1934)
- My Confessional (1934)
- Questions of Our Day (1934)
- From Rousseau to Proust (1935)
- Selected Essays (1936)
- Poemas (1937) (seleccionados por John Gawsworth)
- Love and Marriage (1938) (con otros autores)
- Mi vida (1939)
- Sex Compatibility in Marriage (1939)
- From Marlowe to Shaw (1950) (ed. de J. Gawsworth)
- The Genius of Europe (1950)
- Sex and Marriage (1951) (ed. de J. Gawsworth)
- The Unpublished Letters of Havelock Ellis to Joseph Ishill (1954)